# Народна библиотека Петрово
Народна библиотека Петрово је јавна и централна библиотека општине Петрово. Библиотека врши стручни надзор и организује рад у библиотекама Основне школе и Средње школе. Књижни фонд је богат и разноврстан, а чини га око 15.000 јединица библиотечке грађе.

## Историјат
Библиотека у Петрову је, до 1992. године пословала као подручно одјељење Народне библиотеке Грачаница. Почетком ратних дешавања она прекида свој рад. Одлуком Скупштине општине Петрово од 23. септембра 1999. године, основана је „Народна библиотека Петрово“, која је почела са радом 1. марта 2000. године. Библиотека послује као самостална установа јавне службе на подручју општине Петрово у којој живи око 10.000 становника.
Услови рада, у односу на претходне године значајно су побољшани. Библиотека је 2012. године преселила у нове просторије површине 600 метара квадратних, које се налазе у новоизграђеном Дому младих у Петрову. У једној просторији, површине око 230 метара квадратних смјештена је библиотечка грађа. У тој просторији се обавља и обрада, циркулација библиотечке грађе и други стручни послови. Поред ове просторије, у оквиру Библиотеке постоји и савремено опремљен мултимедијални центар, електронска читаоница, просторија у којој се реализују курсеви страних језика (ЕДУКА центар), канцеларија директора, рачуновође и просторија за архиву.